# 精霊召喚 〜プリンセス オブ ダークネス〜
『精霊召喚 〜プリンセス オブ ダークネス〜』（せいれいしょうかん プリンセス オブ ダークネス）は翔泳社ソフトウェアソリューション局が1998年6月25日に発売したPlayStation専用の恋愛シミュレーションゲーム。同社2000年発売の『ルナ・ウイング 〜時を越えた聖戦〜』へと続く恋愛巨編シミュレーションRPGシリーズの第一弾である。
プレイヤーは光の一族の王子として『光』『火』『水』『風』『地』の五大精霊と契約を交わし、妹である光の王女を助けて、ともに魔王を倒すというもの。全13章で各章ごとに戦闘があり、戦闘終了後に発生する会話イベントで各精霊との関係を深めていき、エンディングを迎えるようになっている。
原画は青山総一（明日香景介）。オープニング主題歌とエンディング主題歌があり、いずれも笠原弘子が歌っている。

## ストーリー
かつて人は魔法とともに、世界には聖なる光の一族と魔なる闇の一族がともにあった。聖と魔、光と闇は互いなくしては存在し得ない。それゆえ世界には調和があり、平和な関係が保たれていた。
人は闇の一族=魔を受け入れて魔法を使い、魔は人が使う魔法のエネルギーを糧として力を得ていた。ところがそんなあるとき、長く続いてきた聖と魔の平和な均衡が魔の一族の手によって崩れ去ろうとしていた。
魔の一族によって光の王の一族は滅ぼされ、幼い双子の世継ぎは奪われてしまう。町は廃墟と化し、閑散とし、あたりを魔物がうろつく世界となった。逃げ延びた近衛兵は王が託した双子の片割れとともに、いつか世界に光と平穏が戻ることを願いつつ、15年、世を耐え忍ぶのだった。

## 戦闘システム
それぞれのキャラクターが3つのバトルオーブというものを持ち、各キャラクターは1ターンの間に1〜3回まで行動できる。1回で使用するオーブの数により、攻撃力や使える魔法が違ってくる。また五大精霊と王女レナについては、主人公フィットから一定以上の距離をはなれると「アクティブ状態」となってCPUによる独自行動・攻撃を行うようになる。再び近づけば主人公の指揮下に戻る。

## 主なキャラクター
フィット（15歳/光の王子）（声：関智一）
世俗を離れ、15年間育ての父親と二人で暮らしてきた少年。死に際の父に真実を打ち明けられ、魔王を倒す決意を秘めて旅に出る。
正義感が強く、近衛兵であった義父の手ほどきを受けてきたため、剣術の腕は優れている。
レナ（15歳/光の王女）（声：高橋美紀）
15年前の戦乱のとき、幼くして魔族に誘拐された少女。魔族に体を操られながらも強い精神力でずっと抵抗を続けている。
フィットの双子の妹で、明るく活発。
プリム（18歳/光の精霊）（声：長沢美樹）
五大精霊のひとりで最初に仲間となる光に属する精霊。正式にはプリム・ラング・ライトニングという名前。幼いフィットの成長をずっと見守ってきた。
温厚で優しく、お姉様気質で、精霊たちのまとめ役となっている。戦闘では槍を用いる。
シュラ（17歳/火の精霊）（声：久川綾）
五大精霊のひとりでプリムに次いで仲間となる火に属する精霊。火山帯でずっと魔族の侵略に抵抗を続けてきた。
火の性質らしく、気性が激しく短絡的。口調も荒いが、根はお人好し。火と水のごとくマームとはよく喧嘩するが、本当は意外と仲良しである。戦闘では肉弾戦が得意。
マーム（17歳/水の精霊）（声：南央美）
湖のほとりで仲間となる水に属する精霊。自分の容姿に過剰なほど気を使う。
お洒落で丁寧な口調をしているが、見掛けと違ってかなりのお転婆。事あるごとにシュラと喧嘩をしたりと時々問題を起こす。戦闘では鞭を用い、五大精霊のなかで唯一回復魔法を使う。
シルク（16歳/風の精霊）（声：永島由子）
五大精霊のひとりでかなり内気な風に属する精霊。妖精たちと仲が良い。
人見知りが激しく、妖精たちから人間に対する様々な噂を聞いているため、人間に不信感をいだいている。五大精霊の中で一番幼く、どこか子供っぽいところが残る。力は弱いが、戦闘では弓を用いて唯一遠距離攻撃を得意とする。
ガイア（19歳/地の精霊）（声：緒方恵美）
五大精霊のひとりで最後に仲間になる地に属する精霊。
冷静でいつも落ち着いているが、意外とドジなところが多い。五大精霊の中で一番の年長者で、力も一番強く頼りになる。戦闘では斧を用いる。
ミュウ（?歳/???）（声：笠原弘子）
ストーリーの中で出会う生物。ピンク色の丸い体に2本の角とコウモリのような一対の翼を持っている。
いつもミュウミュウ鳴いて元気に飛び回っているが、戦闘はおろかストーリーにも絡まないマスコットキャラクター的存在になっている。

## 主題歌
オープニングテーマ「key of fortune」
歌：笠原弘子 / 詞：木本慶子 / 曲：藤岡央
エンディングテーマ「光、見つめて…」
歌：笠原弘子 / 詞・曲：永石豊和

## 外伝
精霊召喚 外伝 光の精霊 プリム
公式ホームページ上に掲載されていたショートコミック。フィットと精霊たちのコミカルなストーリーが描かれている。
第三話まで描かれたところで未完に終わってしまったが、1話と2話はカラー、3話はモノクロでともに小説版に掲載されている。
公式ホームページでは第一話のみしか掲載されていなかったが、ストリーミング配信による別音声でフィットとプリムのストーリ会話が試聴できた。

## 関連商品
小説 精霊召喚 〜プリンセス オブ ダークネス〜（1998年10月5日）
著：矢島さら / 発行：KKベストセラーズ / ISBN：4-584-15349-3
ゲームのストーリをもとに、ミュウがドラゴンであるなどゲーム内では描かれなかった設定が補完されている。
挿絵は全て公式ページで公開されていた主要キャラの立ち絵CG。
そのほか原画や線画などの設定資料、外伝漫画が掲載されている。
主題歌マキシCD key of fortune（1998年7月23日）
歌：笠原弘子 / 発行：徳間ジャパンコミュニケーションズ / 規格品番：TKCA-71412
オープニング主題歌、エンディング主題歌とそれらのカラオケバージョンの計4曲を収録したもの。
CDエクストラとして原画集とオープニングムービーのコマ割、主題歌歌詞が閲覧できる。
精霊召喚 特製 トレーディングカード（非売品）
期日までにゲーム同封のアンケート葉書に答えて送るともれなくもらえた非売品トレカ。主要キャラ7名のCG・原画が描かれたものと、限定テレカ第二弾の原画が描かれたものの8枚セット。
そのほかキャラクターTシャツや限定版テレホンカードなども翔泳社通販サイトで購入できた。